# Environnement en Éthiopie
L'environnement en Éthiopie  est l'environnement (ensemble des éléments - biotiques ou abiotiques - qui entourent un individu ou une espèce et dont certains contribuent directement à subvenir à ses besoins) du pays Éthiopie .
L’Ethiopie, 12e pays le plus peuplé au monde, compte parmi les huit pays au monde où se concentrera plus de la moitié de la croissance démographique mondiale entre 2022 et 2050.

## La biodiversité en Éthiopie

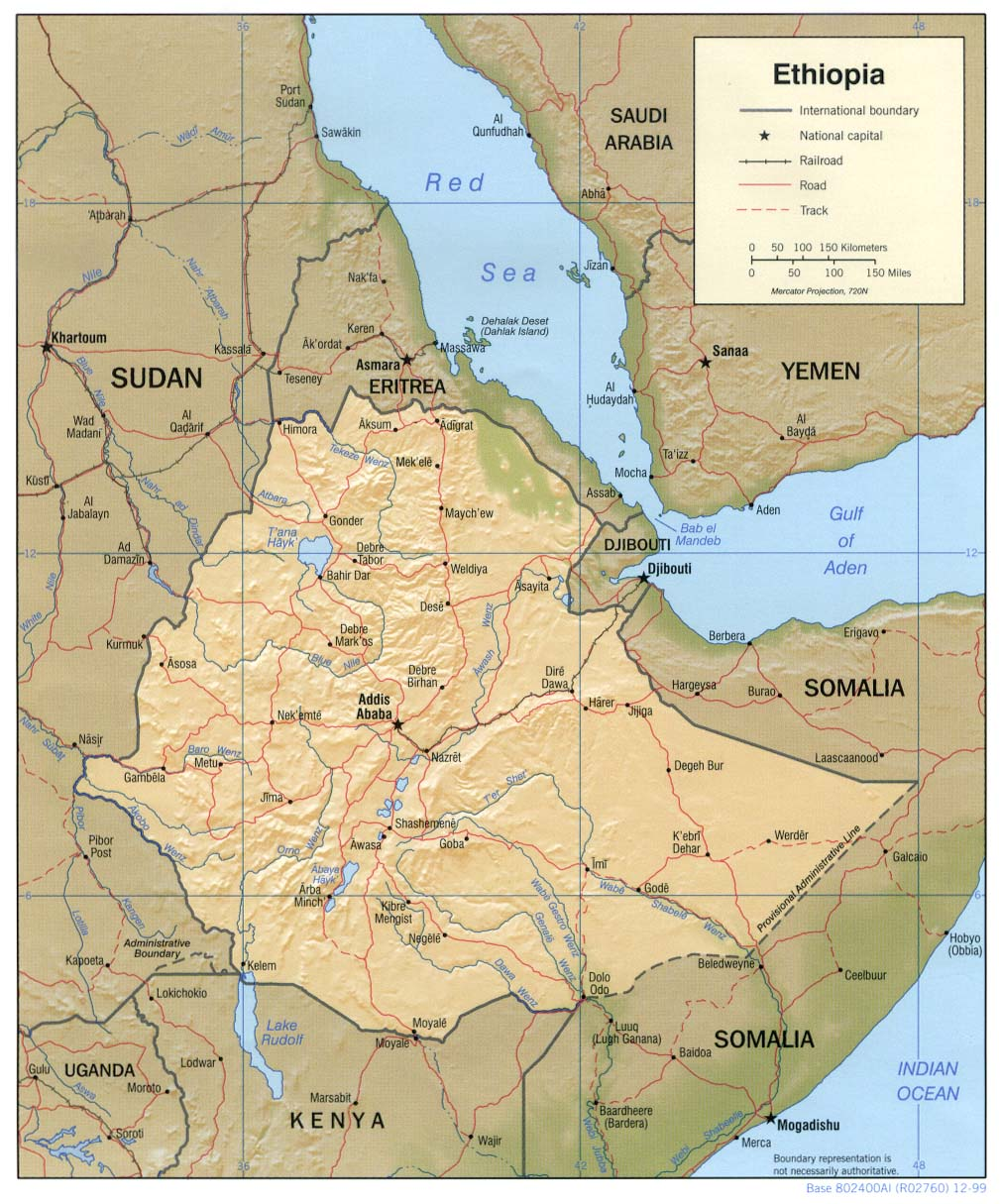
Carte de l'Éthiopie.

### Climats
De par son positionnement en zone tropicale, son relief et sa proximité avec l'océan Indien, l'Éthiopie possède une large variété de climats. Globalement, seules les régions du sud-ouest disposent d'un climat de type tropical, les climats des autres zones étant influencés par l'altitude et la mousson de l'océan Indien.
On distingue généralement six zones climatiques majeures sur l'ensemble du territoire :
- alpine, au-dessus de 3 800 m, la température y est en moyenne de 5 °C et le climat de type alpin ;
- tempérée subalpine, jusqu'à 1 400 m, d'une température moyenne de 15 °C ;
- tropicale, entre de 500 m et 1 000 m d'altitude, d'une température moyenne de 30 °C ;
- tropicale de savane, entre 100 m et 1 400 m d'altitude ;
- semi-désertique entre 100 m et 800 m d'altitude, le climat est semi-aride dans ces deux zones ;
- désertique entre −130 m et 100 m d'altitude, le climat y est de type aride et la température moyenne atteint les 40 °C[2].

Les plateaux du nord et le Choa central, qui constituent le cœur de l'Éthiopie historique, sont soumis à des précipitations abondantes (moyenne annuelle supérieure à 1 000 mm) durant la mousson d'été (fin juin à fin septembre), suivi d'une saison sèche jusqu'en février. La mousson pénètre le pays par le sud-ouest avant de précipiter à la rencontre des hauts-plateaux, épargnant ainsi les plaines du Danakil sur le versant est au climat aride.
Du fait du relief du pays, les basses terres à l'est et au sud-est sont ainsi généralement soumises à des climats plus arides que les hauts plateaux. La région de l'Ogaden au sud-est bénéficie de précipitations plus faibles au printemps et en automne, le climat y est de type semi-désertique (moyenne annuelle entre 50 et 300 mm seulement). Les régions du sud et du sud-ouest du pays sont moins sensibles à la mousson. Le climat y est de type tropical, les pluies y sont intermittentes et l'humidité élevée.

### Milieux
Selon Farm Africa, une organisation impliquée dans la gestion des forêts en Éthiopie, moins de 4 % des terres du pays étaient boisées en 2020, une forte baisse par rapport à environ 30 pour cent à la fin du 19e siècle. 

Paysages d'Éthiopie
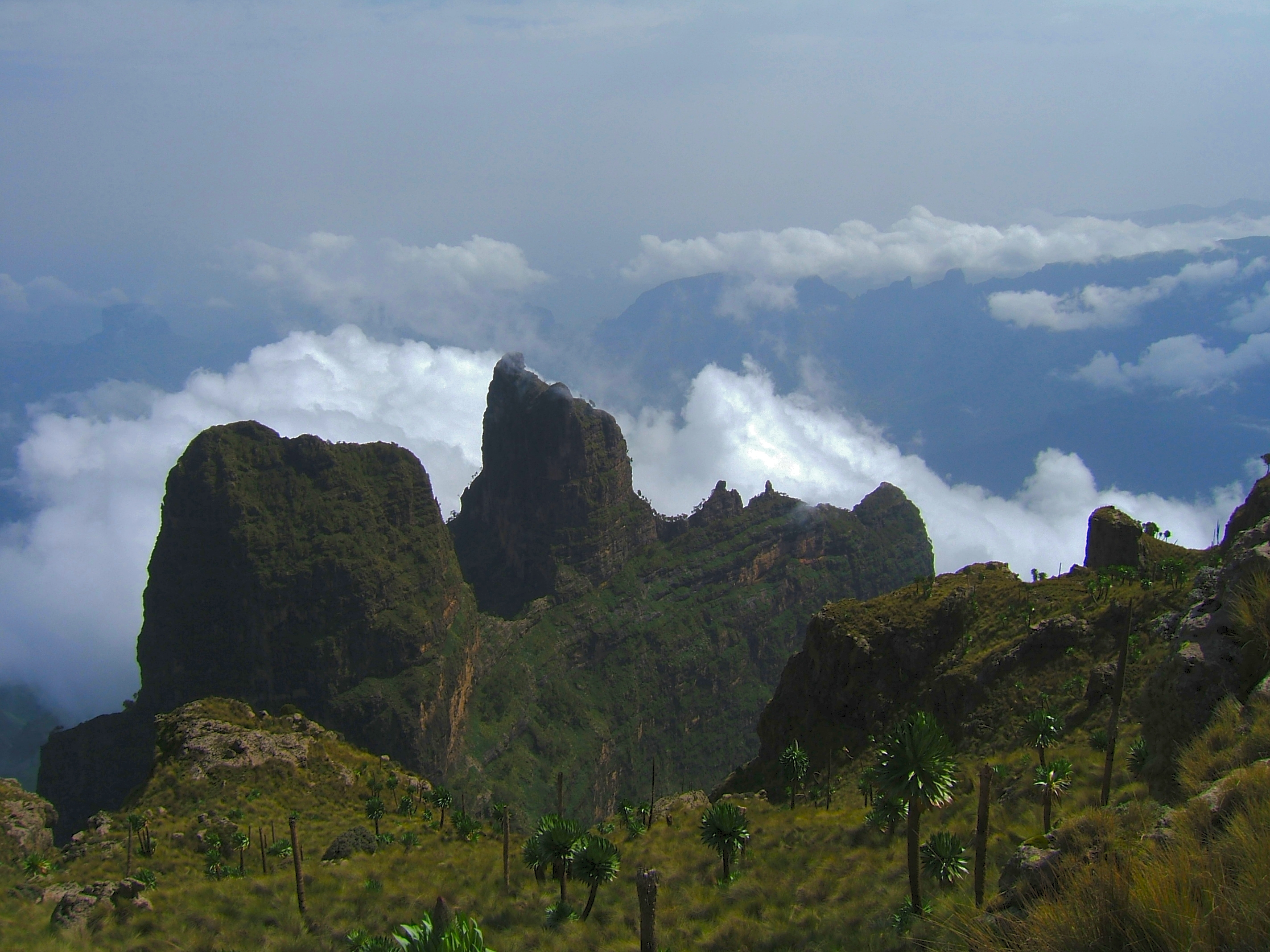
Massif du Simien – patrimoine mondial de l'UNESCO[4].
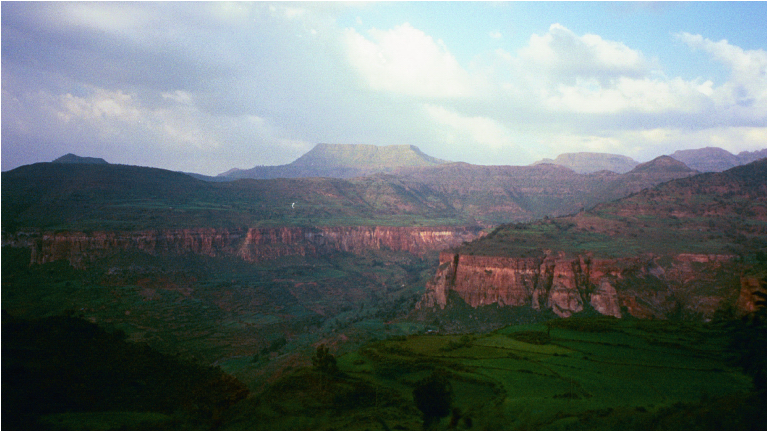
Canyon dans le nord du Tigré.
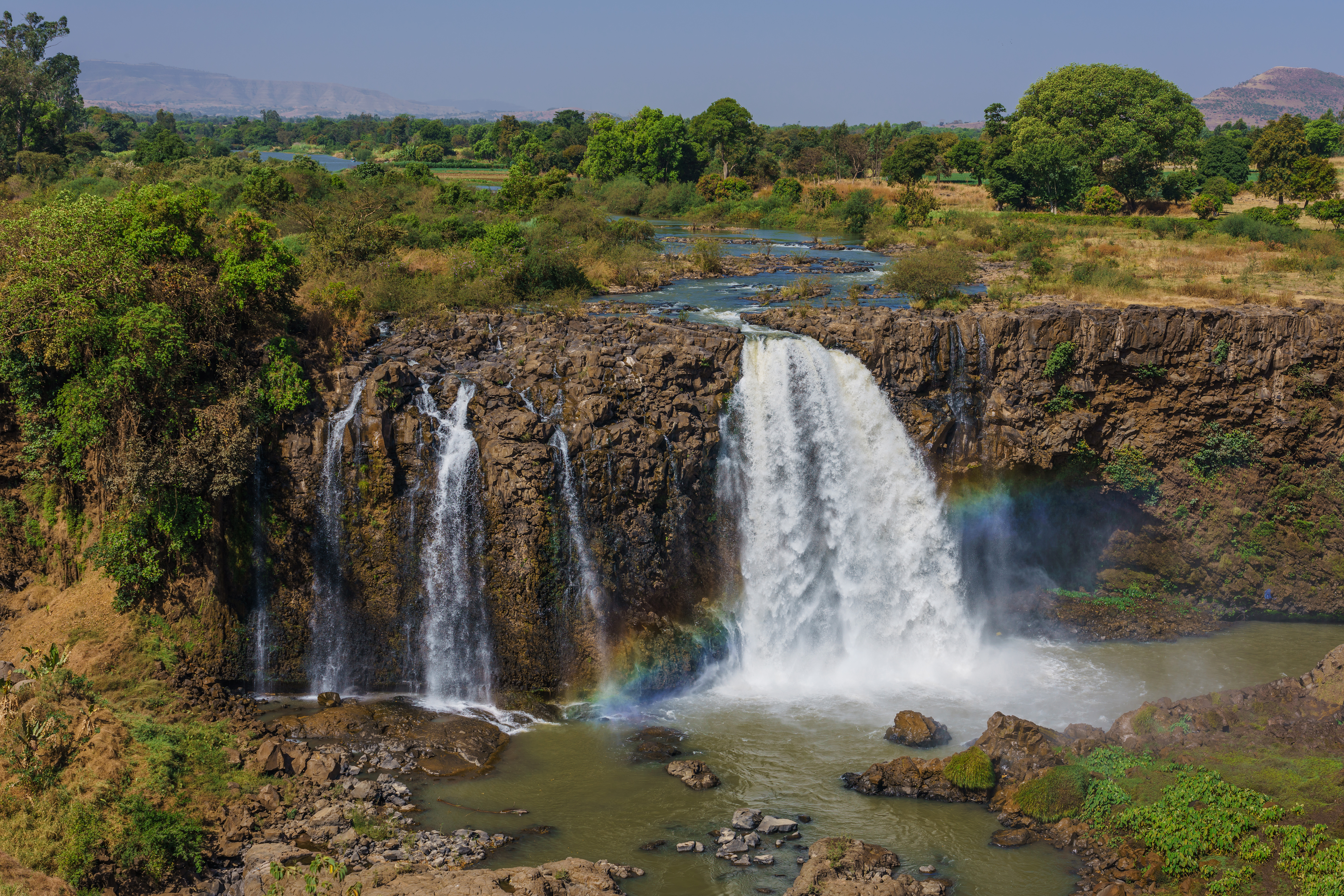
Chutes du Nil Bleu près du lac Tana.
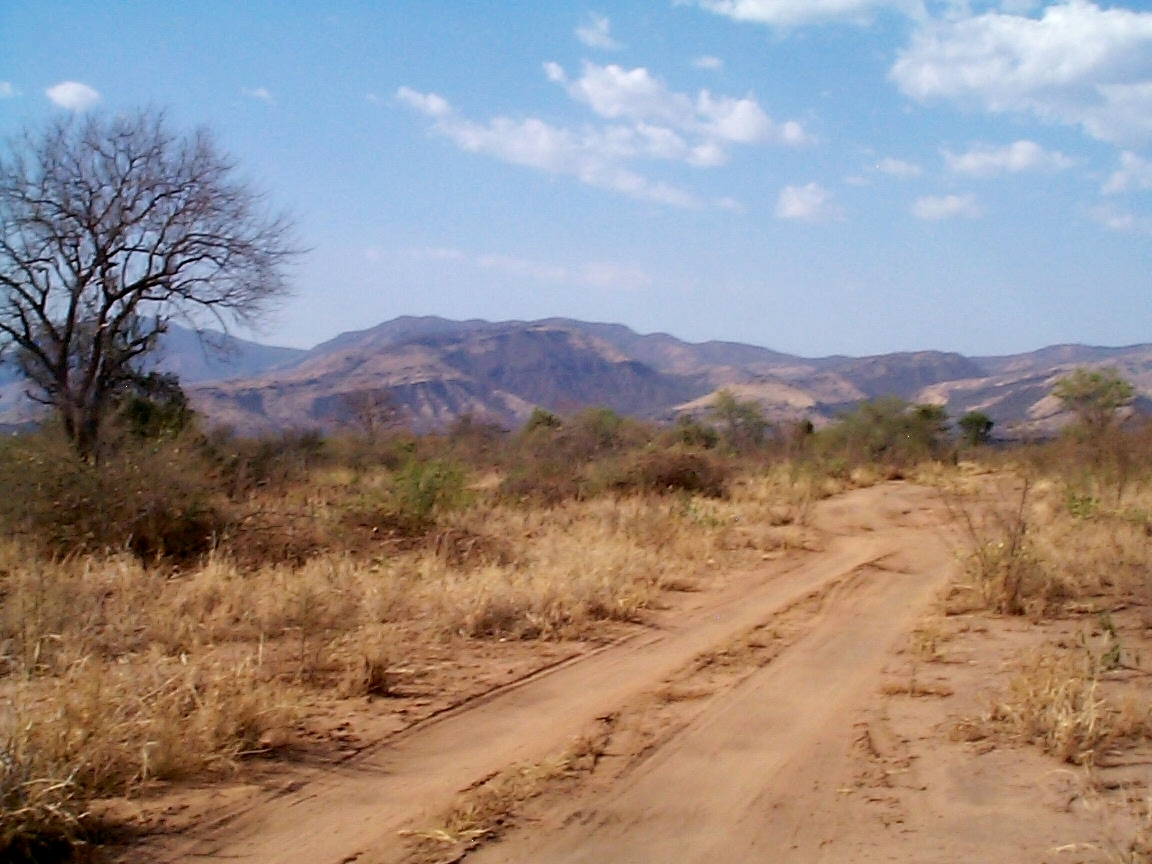
Savanes dans le parc national de Mago.
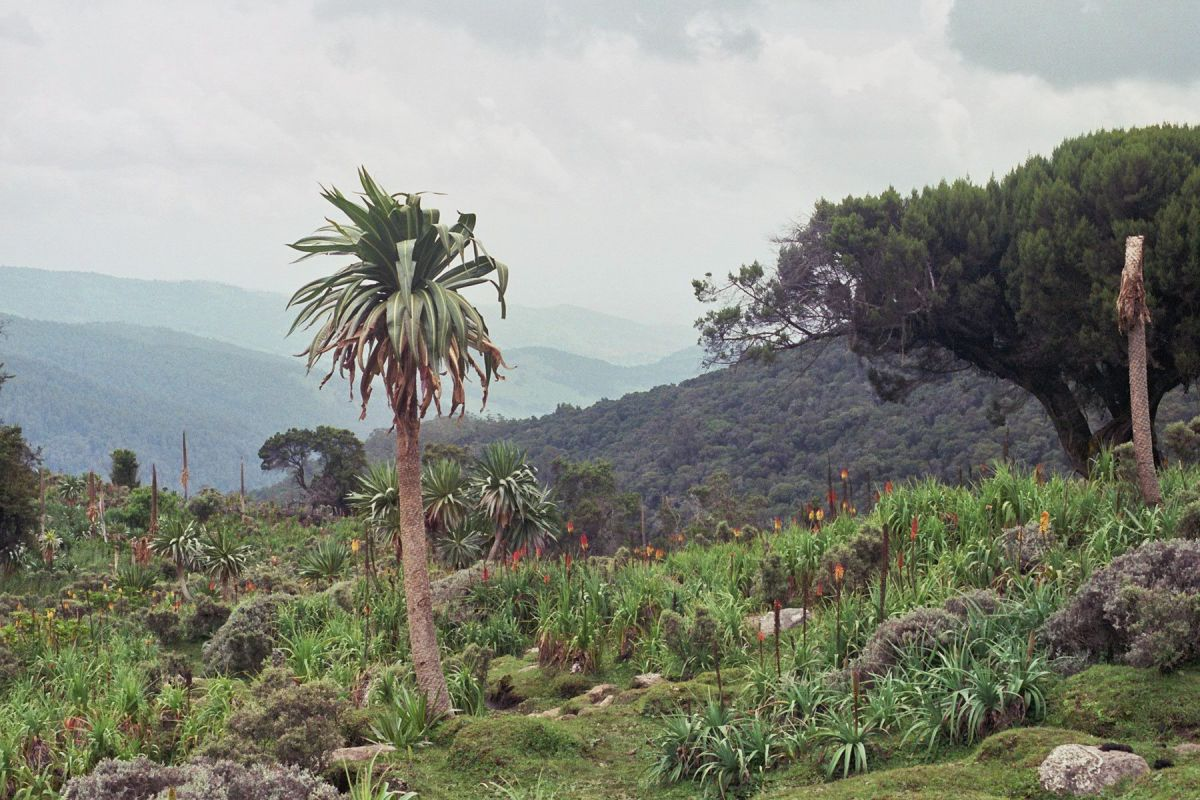
Montagnes dans la région de Balé.

### Faune et flore
L'Éthiopie dispose d'une végétation extrêmement diversifiée du fait de la grande variété de climats et de reliefs au sein du pays. La région éthiopienne constitue à cet égard l'une des huit écozones identifiées à travers le monde par le biologiste Nikolaï Vavilov, c'est-à-dire des régions du globe où l'on trouve une très forte diversité génétique d'espèces particulières qui peuvent être identifiées comme le centre d'origine de cette espèce. La diversité est telle qu'on y découvre encore de nos jours de nouvelles espèces. Dans les régions de très hautes altitudes (au-dessus de 3 800 m), seule subsiste une végétation de type alpin (lichen, bruyère). Plusieurs plantes sont caractéristiques de ces régions, notamment la lobélie géante.

### Aires protégées

Carte des principales aires protégées de l'Éthiopie.
Parcs nationaux
Sanctuaires
Réserves de biosphère
Réserves de faune sauvage
Aires de chasse réglementée
Aires de chasse ouverte
Aires protégées par les communautés
Zones forestières nationales prioritaires

Le réseau d'aires protégées de l'Éthiopie couvre environ 10 % de son territoire. L'Autorité éthiopienne de conservation de la faune sauvage (Ethiopian Wildlife Conservation Authority, EWCA) gère 14 parcs nationaux et sanctuaires, et réglemente l'utilisation de la faune sauvage dans tout le pays. D'autres aires protégées, dont un certain nombre de parcs nationaux, de réserves naturelles, d'aires de chasse réglementée et de zones forestières prioritaires, sont gérées par diverses autorités régionales dans les différents États de la fédération.
Au niveau international, une partie du parc national du Simien est inscrite depuis 1978 sur la liste du patrimoine mondial de l'UNESCO. Cinq réserves de biosphère ont été établies et sont administrées par les autorités locales en partenariat avec les régions concernées.

## Impacts sur les milieux naturels

### Pollutions

#### La gestion des déchets
Un habitant d'Afrique sub-aharienne génère en moyenne 165 kg de déchets par an et par habitants en 2023 (soit nettement moins que dans les pays plus riches).

### Impacts de l'urbanisation
Avec plus de 110 millions d'habitants (122 millions en 2022 d'après les Nations unies), l’Éthiopie est le 12e pays le plus peuplé au monde, et le 2e d'Afrique. Grâce à une politique élaborée de planning familial entamée dès les années 1990, l’Ethiopie connaît une baisse constante de son taux de fécondité. Mais malgré cette évolution, le pays devrait voir sa population atteindre 213 millions d’habitants en 2050. 

## L'exposition aux risques

### Réchauffement climatique et sécheresse
La guerre civile au Tigré et la sécheresse dans l’est du pays ont déplacé plus de 5 millions d’Ethiopiens en 2021 : un record mondial. 

## Politique environnementale en Éthiopie
En 2020, L'Éthiopie plantait 350 millions d'arbres par jour pour lutter contre la crise climatique. Plus de 2,6 milliards d'arbres avaient déjà été plantés dans presque toutes les régions de la nation est-africaine, selon les responsables agricoles. 